# یوگنی لووچف
یوگنی لووچف (روسی: Евгений Серафимович Ловчев؛ زادهٔ ۲۹ ژانویهٔ ۱۹۴۹) بازیکن فوتبال اهل اتحاد جماهیر شوروی سوسیالیستی بود.
وی همچنین برندهٔ جوایزی همچون نشان دوستی شده‌است.
از باشگاه‌هایی که در آن بازی کرده‌است می‌توان به باشگاه فوتبال کریلیا سووتوف سامارا، باشگاه فوتبال دینامو مسکو، و باشگاه فوتبال اسپارتاک مسکو اشاره کرد.
وی همچنین در تیم ملی فوتبال شوروی بازی کرده‌است.
وی در مسابقات کشوری و بین‌المللی در مجموع برندهٔ ۱ مدال برنز شده‌است.